# Description des Plantes Rares Cultivées à Malmaison et à Navarre
Description des plantes rares cultivees a Malmaison et a Navarre (abreviado Descr. Pl. Malmaison) es un libro con ilustraciones y descripciones botánicas que fue escrito por el naturalista, médico y botánico francés Aimé Bonpland y publicado en París en 11 partes  en los años 1812 a 1817. La publicación fue dedicado por Aimé Bonpland a la emperatriz Joséphine.

## Publicación
- Plates 1-6, Dec 1812; plates 7-12, Sep 1813; plates 13-18, Jan 1814; plates 19-24, Dec 1814; plates 25-30, May 1815; plates 31-36, Jul 1815; plates 37-42, Jul 1816; plates 43-48, Sep 1816; plates 49-54, Oct 1816; plates 55-60, Dec 1816; plates 61-64, Apr 1817